# Pfungstadt
Pfungstadt är en stad i Landkreis Darmstadt-Dieburg i Regierungsbezirk Darmstadt i förbundslandet Hessen i Tyskland.